# Zosia Karbowiak
Zosia Karbowiak, mer känd som ZoSia, född 15 oktober 1980 i Koszalin, är en polsk sångare.

## Karriär
Zosia Karbowiaks debutalbum S.I.N.G. släpptes den 12 maj 2009.  Skivan producerades av Robert Lamm och Jason Scheff från det amerikanska bandet Chicago.
År 2011 deltog hon i Polens nationella uttagning till Eurovision Song Contest 2011 med låten "Scream Out Louder" och kom på sjunde plats med 2,92 procent av rösterna.

## Diskografi

### Album
- 2009 - S.I.N.G.